# Arrondissement de Bomst

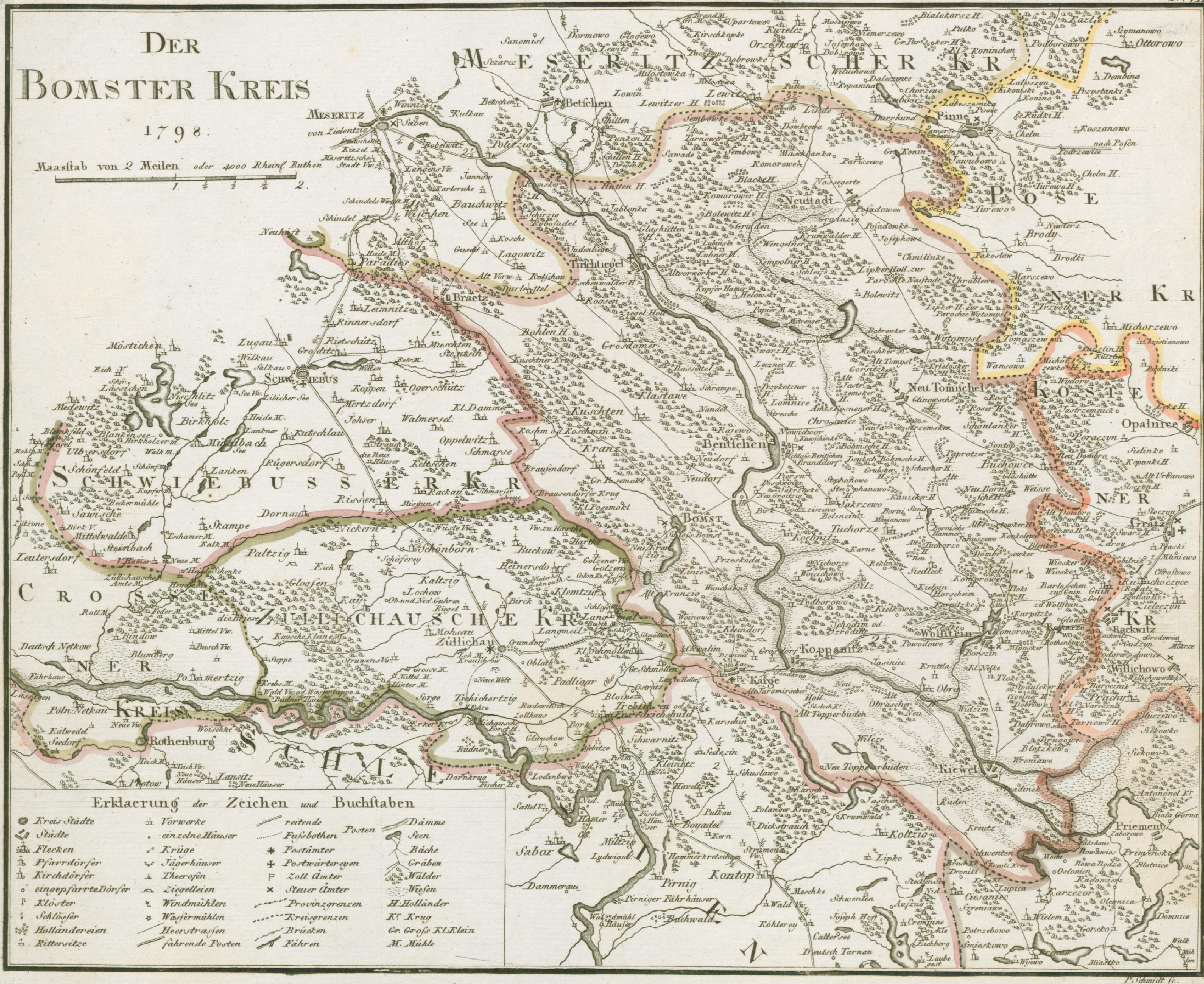
L'arrondissement de Bomst en Prusse-Méridionale

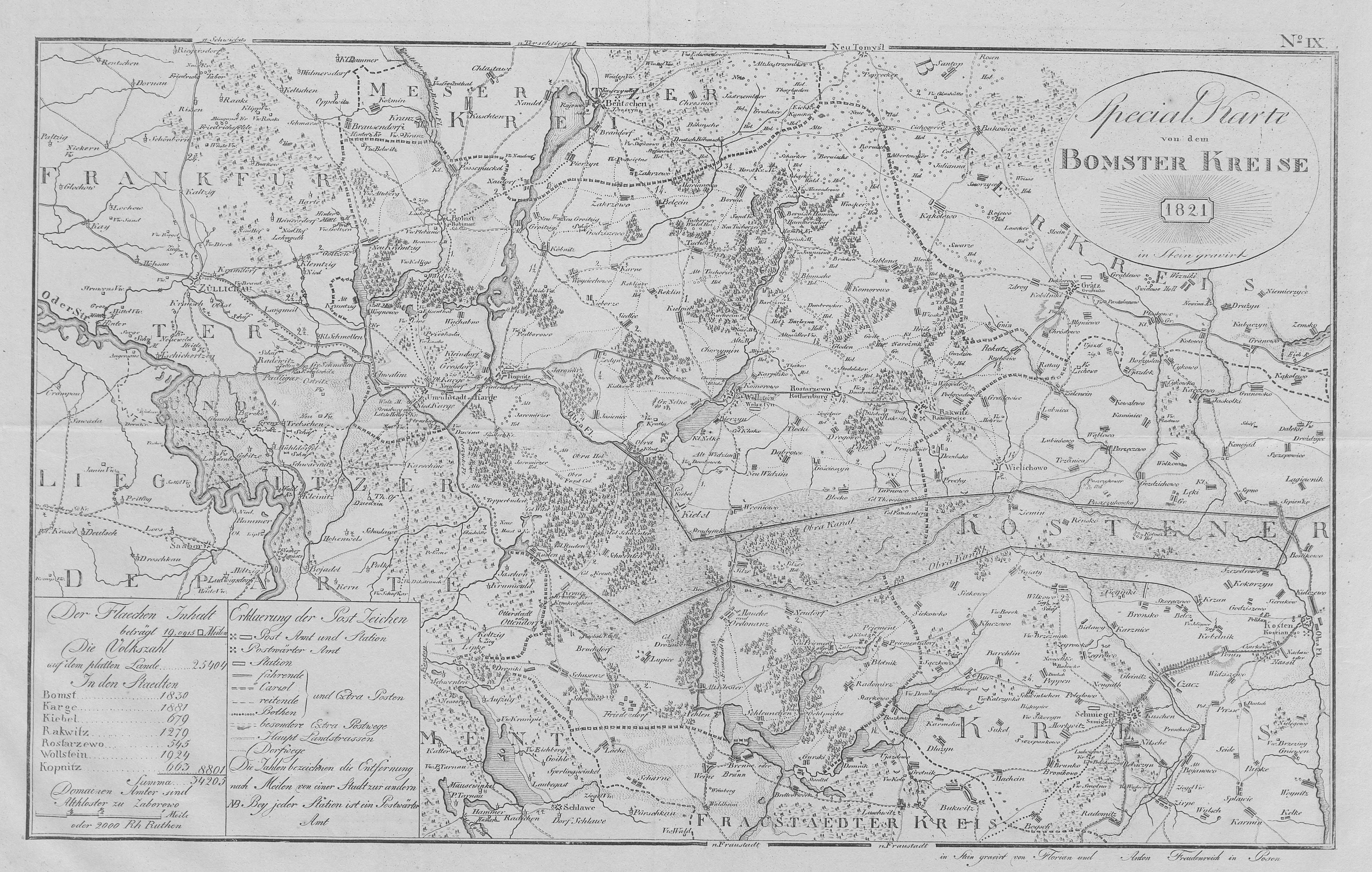
L'arrondissement de Bomst dans les limites de 1818 à 1920

Localisation de l'arrondissement de Bomst dans la province de Grenzmark Posnanie-Prusse-Occidentale (1922-1938)

L'arrondissement de Bomst existe dans différentes démarcations de 1793 à 1807 dans la province de Prusse-Méridionale, de 1815 à 1920 dans la province de Posnanie et de 1920 à 1938 dans la Posnanie-Prusse-Occidentale de l'État libre de Prusse.

## Superficie
Jusqu'en 1919, l'arrondissement de Bomst a une superficie de 1037 km², puis 297 km².

## Histoire
Après la troisième partage de la Pologne de 1793 à 1807, le territoire autour des villes polonaises de Bomst et Wollstein fait partie de l'arrondissement de Bomst dans la province prussienne de la Prusse-Méridionale. L'arrondissement de Bomst devient une partie du duché de Varsovie en 1807 à la suite de la paix de Tilsit. Après le Congrès de Vienne, l'arrondissement revient à nouveau à la Prusse le 15 mai 1815 et fait partie du district de Posen de la province de Posnanie.
Lors des réformes administratives prussiennes, le 1er janvier 1818, le district de Posen procède à une réforme des arrondissements. L'arrondissement de Bomst cède le territoire autour de la ville de Neutomischel à l'arrondissement de Buk et le territoire autour de la ville de Bentschen à l'arrondissement de Meseritz. En retour, l'arrondissement reçoit le territoire autour de Priment à l'arrondissement de Fraustadt . Le siège du bureau de l'administrateur est la ville de Wollstein.

Le 27 décembre 1918, l'insurrection de Grande-Pologne, menée par la majorité de la population polonaise contre la domination allemande, commence dans la province de Posnanie et, dès le début du mois de janvier 1919, les deux tiers orientaux de l'arrondissement sont sous contrôle polonais (le chef-lieu d'arrondissement Wollstein à partir du 5 janvier 1919, Bomst n'étant occupé que temporairement par les troupes polonaises du 25 janvier au 12 février 1919).
Le 16 février 1919, un armistice met fin aux combats polono-allemands, et, le 28 juin 1919, avec la signature du traité de Versailles, le gouvernement allemand cède également officiellement à la Pologne nouvellement fondée nouvellement créée les deux tiers orientaux de l'arrondissement de Bomst (740 km²), qui deviennent le nouveau powiat de Wolsztyn.
La partie occidentale restante de l'arrondissement de Bomst (297 km²), restée en Allemagne, initialement co-administré par l'arrondissement brandebourgeois de Züllichau-Schwiebus (de) à partir du 27 février 1919.
À partir du 20 novembre 1919, l'arrondissement de Bomst est administré depuis Schneidemühl (district de Schneidemühl (de)) et fait ensuite partie de la nouvelle province de Posnanie-Prusse-Occidentale dans l'État libre de Prusse en 1922.
Dans le cadre de la dissolution de la province de la Marche frontalière de Posnanie-Prusse-Occidentale le 1er octobre 1938, l'arrondissement de Bomst est également dissous. La partie nord avec Bomst et Unruhstadt est rattachée à l'arrondissement brandebourgeois de Züllichau-Schwiebus, la partie sud à l'arrondissement de Basse-Silésie de Grünberg.

## Évolution de la démographie
| Année | Habitants | Source |
| ----- | --------- | ------ |
| 1818  | 38 588    | [ 4 ]  |
| 1846  | 48 513    | [ 5 ]  |
| 1871  | 55.106    | [ 6 ]  |
| 1900  | 59 654    | [ 1 ]  |
| 1905  | 58 714    |        |
| 1910  | 63 120    | [ 1 ]  |
|       |           |        |
| 1925  | 13 179    | [ 7 ]  |
| 1933  | 13 261    | [ 7 ]  |

En 1905, 51 % des habitants de l'arrondissement sont allemands et 49 % polonais. En 1925, parmi les habitants de l'arrondissement réduit, 6 848 sont de confession protestante, 6 224 catholiques et 34 juifs. Le reste de l'arrondissement de Bomst, resté en Allemagne, compte également une part importante de population polonaise ; en 1939, le chef-lieu d'arrondissement Bomst compte 30 % d'habitants polonais.

## Politique

### Administrateurs de l'arrondissement
- 1793–000000Ludwig von Mielecki[9]
- 0000–179700von Haza[9]
- 1797–180600Anselm Rudolph von Unruh[9]
- 1815–182400Hans von Unruh
- 1824–183400von Pinto
- 1834–183700Ernst Bitter (de)
- 1837–184600von Byern
- 1846–185100Jérôme von Schlotheim (de)
- 1853–189300Hans Wilhelm von Unruhe-Bomst (de)
- 1894–190000Kuno von Westarp
- 1901–190800Karl Hayessen (de)
- 1909–191900Artur von Lucke
- 1919–193300Kurt Konrad von Monbar
- 1933–193500Anton Hauk
- 1935–193700Karl Schröder
- 1937–193800Franz Clemens Schiffer (de)

### Élections
L'arrondissement de Bomst et l'arrondissement de Meseritz forment la 3e circonscription du district de Posen. Aux élections du Reichstag entre 1871 et 1912, les députés suivants sont élus :
- 1871 00 Hans Wilhelm von Unruhe-Bomst (de), Parti conservateur libre
- 1874 00 Hans Wilhelm von Unruhe-Bomst, Parti conservateur libre
- 1877 00 Hans Wilhelm von Unruhe-Bomst, Parti conservateur libre
- 1878 00 Hans Wilhelm von Unruhe-Bomst, Parti conservateur libre
- 1881 00 Hans Wilhelm von Unruhe-Bomst, Parti conservateur libre
- 1884 00 Hans Wilhelm von Unruhe-Bomst, Parti conservateur libre
- 1887 00 Hans Wilhelm von Unruhe-Bomst, Parti conservateur libre
- 1890 00 Hans Wilhelm von Unruhe-Bomst, Parti conservateur libre
- 1893 00 Hans Wilhelm von Unruhe-Bomst, Parti conservateur libre
- 1898 00 Stephan von Dziembowski-Bomst (de), Parti conservateur libre
- 1903 00 Hans Otto von Gersdorff (de), Parti conservateur allemand
- 1907 00 Hans Otto von Gersdorff, Parti conservateur allemand
- 1912 00 Kuno von Westarp, Parti conservateur allemand

## Structure administrative
Jusqu'en 1920, les six villes de Bomst, Kopnitz, Rakwitz, Rothenburg an der Obra, Unruhstadt et Wollstein font partie de l'arrondissement de Bomst. Les 105 communes (en 1908) et les 37 districts de domaine sont regroupés en districts de police.
Depuis 1920, l'arrondissement réduit de Bomst comprend les villes de Bomst et Unruhstadt ainsi que 26 communes.

## Communes
Les communes suivantes font partie de la partie de l'arrondissement de Bomst qui est rattachée à la Pologne en 1920 :
- Adamowo
- Adolfowo
- Alt Borui
- Alt Widzim
- Altkloster
- Barloschen bei Goscieszyn
- Barloschen bei Wollstein
- Belencin
- Blenke
- Blotnik
- Blumer Hauland
- Borui, Dorf
- Borui, Kirchplatz
- Chorzemin
- Deutsch Zodien
- Dombrofker Hauland
- Elisabethhof
- Faustinberg
- Fehlen
- Friedheim
- Gloden
- Godziszewo
- Goile
- Gorsko
- Groß Groitzig
- Groß Nelke
- Guschin
- Hammer
- Jablone
- Jaromierz
- Jazyniec
- Karpitzko
- Kaisertreu
- Kiebel
- Kielkowo
- Kielpin
- Klein Groitzig
- Kleindorf
- Köbnitz
- Komorowo Hauland
- Kopnitz, ville
- Lindenheim
- Lonkie
- Marianowo
- Mauche
- Mühlental
- Naroschnik
- Neu Borui
- Neu Dombrowo
- Neu Obra Hauland
- Neu Widzim
- Neudorf
- Nieborze
- Niederhausen
- Obra
- Priment
- Primentdorf
- Radomierz
- Rakwitz, Dorf
- Rakwitz, ville
- Rattai
- Reklin
- Rothenburg an der Obra, ville
- Ruchocice
- Scharke
- Schleunchen
- Siedlec
- Silz
- Silz Hauland
- Starkowo
- Stradyn
- Tannheim
- Tarnowo
- Teichrode
- Theresienau
- Tloker Hauland
- Tloki
- Tuchorze
- Waldland
- Wioska
- Wiosker Hauland
- Wollstein, ville
- Wonchabno
- Woyciechowo
- Wroniawy
- Zakrzewo
- Ziegelhauland
- Zodyn

Les communes suivantes sont restées dans le Reich allemand après 1920 :
- Alt Jaromierz Hauland
- Alt Obra Hauland
- Alt Tepperbuden
- Bergvorwerk
- Bomst, ville
- Bruchdorf
- Chwalim
- Droniki
- Friedendorf
- Großdorf
- Groß Posemukel
- Karge
- Klein Posemukel
- Kramzig
- Kreutz
- Lupitze
- Neu Jaromierz Hauland
- Neu Kramzig
- Neu Tepperbuden
- Pfalzdorf
- Ruden
- Schenawe
- Schussenze
- Schwenten
- Unruhsau
- Unruhstadt, ville
- Wilze
- Woynowo

En 1937, il y a un certain nombre de renommages allemands :
- Alt Jaromierz Hauland	 →	 Alt Hauland
- Chwalim	 →	 Altreben
- Droniki	 →	 Fleißwiese
- Groß Posemukel	 →	 Groß Posenbrück
- Klein Posemukel	 →	 Klein Posenbrück
- Kramzig	 →	 Krammensee
- Lupitze	 →	 Ostweide
- Neu Jaromierz Hauland	 →	 Neu Hauland
- Neu Kramzig	 →	 Kleistdorf
- Schenawe	 →	 Schönforst
- Schussenze	 →	 Ostlinde
- Wilze	 →	 Wolfsheide
- Woynowo	 →	 Reckenwalde

## Personnalités liées à l'arrondissement
- Karl von Hänisch (1861-1921), général né à Unruhstadt.